# دوي منيع (واد الجديدة)
دوي منيع هي إحدى مشيخات المملكة المغربية، تتبع جغرافيا لعمالة مكناس وإداريًا لواد الجديدة. يقدر عدد سكانها بـ 4911 نسمة حسب الإحصاء الرسمي للسكان والسكنى لسنة 2004.